# 간온지정
간온지정(일본어: 観音寺町)은 일본 가가와현 미토요군에 속했던 정이다. 

## 역사
- 1890년 2월 15일 - 정촌제 시행에 의해 도요타군 간온지촌, 이부키지촌이 합병해 간온지정이 탄생하였다.
- 1899년 3월 16일 - 도요타군이 미노군과 합병해, 미토요군이 성립하였다.
- 1949년 1월 1일 - 이부키지마가 이부키촌으로 분리
- 1955년 1월 1일 - 도키와촌, 다카무로촌, 구니타촌과 합병해 간온지시가 신설합병되어 소멸하였다.

## 참고 문헌
- 角川日本地名大辞典編纂委員会, 『角川日本地名大辞典 43 香川県』, 1985, 角川書店
- 四国新聞社 編『香川年鑑』 昭和30年、四国新聞社、高松市、1954年11月30日。doi:10.11501/3022103。 NCID BB10788678。OCLC 673819408。